# عبدالوهاب قاسمی
عبدالوهاب قاسمی (مهر ماه ۱۳۱۲) از سوی مردم ساری به عنوان نماینده مردم در اولین دوره مجلس شورای اسلامی انتخاب شد. او در حادثه ۷ تیرماه ۱۳۶۰ و انفجار حزب جمهوری اسلامی کشته شد.

## تولد و تحصیلات
قاسمی متولد مهر ۱۳۱۲ در روستای لفورک از توابع شهرستان سوادکوه بود. او دروس حوزوی را ابتدا در بابل سپس تهران و در انتها مشهد به اتمام رساند.

## فعالیت‌های سیاسی
عبدالوهاب قاسمی فعالیت‌های سیاسی خود را از سال۱۳۴۲ آغاز کرد و در مخالفت با دودمان پهلوی آغاز کرد و در آن دوره چند بار دستگیر شد. او بعد از انقلاب ابتدا به معاونت کمیته انقلاب اسلامی ساری انتخاب شد و در انتخابات مجلس شورای اسلامی به مجلس راه یافت. او توانست ۷۶٫۳ درصد کل آراء (۴۶٬۷۲۸) را کسب کند.